# Mireille-Tsheusi Robert
 (octobre 2019).
 (octobre 2019).
Mireille-Tsheusi Robert, née le 20 août 1981 à Kinshasa (Zaïre), est une autrice, formatrice et chercheuse « associative » belge.
Depuis 2015, elle assume la présidence de Bamko-CRAN asbl, un comité de femmes pour l'égalité, la justice et l'équité raciale.
Elle est désignée « femme de l'année 2019 » par la Radio Télévision Belge Francophone - RTBF/ Les Grenades.

## Jeunesse et éducation
Mireille-Tsheusi Robert naît le 20 août 1981 à Kinshasa, au Zaïre (actuelle République démocratique du Congo). Sa mère épouse un Belge au Congo, et la petite famille, dont son frère aîné, s'installe à Orval. Tsheusi n'a pas connu son père biologique. 
Elle est titulaire d'un master en sciences de l'éducation (Université catholique de Louvain-la-Neuve).
Dans ses jeunes années, Tsheusi a été chanteuse et organisatrice de concerts gospel à Bruxelles et en Wallonie.
Elle a également été mannequin.

## Travaux de recherche, actions culturelles

### Livres
- « Voix/Voies entravées, Percées émancipatrices » Editions Tumultes/ CAIRN (2020), coordonné par Gerty Dambury, Leïla Cukierman et Françoise Vergès[3].
- « Being Imposed Upon », Edition 1000 Onomatope (2020) [4]
- « Blackface, ma couleur de peau n'est pas un déguisement », Edition Kwandika-Bamko (2019) [5]
- « Racisme anti-Noirs, entre méconnaissances et mépris », Edition Couleurs Livres (2018)[6]
- « Congolese Migration to Belgium and Postcolonial Perspectives », Editions Brill (2013)[7]

Elle a commencé sa carrière comme éducatrice en 1999 avec une première étude auprès d'adolescents en proie aux dynamiques dites de « bandes urbaines »; à ce sujet elle écrit dans l'ouvrage Congolese Migration to Belgium and Postcolonial Perspectives (Demart, Manço, Tsheusi Robert and Billy Kalonji, 2013, African Perspectives).
De 2008 à 2012, elle fait partie des organisateurs de la fête de quartier Matonge en Couleurs, créé par Kungu Luziamu et qui rassemble quelque 80 000 personnes chaque année.
En janvier 2014, elle initie le concept Rumba Ley pour rendre hommage au chanteur congolais Tabu Ley, décédé quelques mois plus tôt.
Dans le cadre associatif, elle mène une campagne pour une meilleure prise en charge gouvernementale de la problématique, celle-ci aboutira à un projet inter-municipal pris en charge par plusieurs communes bruxelloises. Elle est aussi cofondatrice du Collectif Mémoire Coloniale et Lutte contre les Discrimination, mouvement qu'elle quitte 1 an après sa création. 
Réclamant que dorénavant, les afrobelges soient associés aux décisions qui les concernent, elle déclarera lors d'une conférence de presse en 2019  « La colonisation est terminée, maintenant, il faut nous associer »; cette phrase lui vaudra de nombreuses insultes sur les réseaux sociaux provenant notamment d'une organisation d'extrême droite. 
S'intéressant aussi à la petite enfance, en 2015, Mme Robert a organisé une adaptation du test psychosocial « Black doll, White doll » (Clark et Clark, USA) afin de questionner la perception que les enfants (3-11 ans) ont de Père Fouettard, une figure folklorique grimée de noir (blackface) qui accompagne Saint Nicolas. Ce travail visait à mesurer la prévalence de l'intériorisation du racisme chez les enfants afrodescendants/Noirs de Belgique. Sa recherche montre que non seulement les enfants n'ont pas compris que ce personnage était censé être un "homme blanc ramoneur" tel que justifié par ses défenseurs mais qu'en outre, dès l'âge de 4 ans, les enfants s'identifient fortement à ce personnage en qui ils reconnaissent cinq stéréotypes et préjugés généralement attribués aux Africains (brutaux, bêtes, divertissants, subalternes, fiable dans l'exercice de leur mission servile). Les résultats de l'étude sont présentés dans le livre choral "Créer en Post-colonie, voix et dissidences congolaises" (Coord. Gia Abrassart et Sarah Demart, 2016).
En 2017, dans le cadre de l'accompagnement psychosocial des personnes victimes de racisme, elle organise une manifestation afin qu'un jeune afrodescendant de 16 ans, Naithy-Nelson qui avait été poignardé par un chauffeur de bus puisse porter plainte, droit fondamental qui lui était dénié, le jeune homme obtient gain de cause mais Mireille-Tsheusi Robert est convoquée a commissariat car elle soupçonnée par la police d'avoir tenu des propos diffamatoires contre les forces de l'ordre lors d'une interview. Ces allégations s'avèreront infondés.
L'année suivante, elle lance le projet pilote « FEMA, journal télévisé féministe et interculturel ».
Elle est coauteure de plusieurs ouvrages dont « Racisme antiNoirs, entre méconnaissances et mépris » (2016),  « La couleur du risque, jeune afrodescendants et entrepreneuriat » (2017), résultat d'une recherche action sur l'entrepreneuriat à Bruxelles (Ministère bruxellois de l'Emploi/BePax) ou encore « Pietpraat : over Zwarte Piet in België » (Coord. Bambi Ceuppens 2018). A l'initiative de la "Place Lumumba Itinérante", elle participe à l'instauration d'un Square Lumumba à Bruxelles, votée à l'unanimité conseil communal de la Ville de Bruxelles (2018). Patrice Lumumba, le premier premier ministre du Congo indépendant avait été assassiné, découpé et dissout dans de l'acide aux lendemains de la fin de la colonisation belge au Congo. Mireille-Tsheusi Robert initie d'autres campagnes politico-médiatiques de sensibilisation, notamment sur la Restitution du patrimoine culturel africain emporté pendant la colonisation. Ce plaidoyer a abouti à une résolution parlementaire bruxelloise votée -elle aussi - à l'unanimité en faveur de la restitution.
Tout en poursuivant ses visites guidées décoloniales et féministes dans le quartier africain de Bruxelles (Matonge) ou à l'AfricaMuseum de Tervuren, en 2019, elle lance un projet de formation au militantisme décolonial à l'Université de St Louis - Bruxelles (OSS/CES). C'est en cette même année qu'elle organise la Célébration annuelle de la décennie des Afro-descendants, décrétée par l'ONU. En deux jours, cet évènement rassemble des Afro-descendants venus de Flandres, de Wallonie et de Bruxelles. Elle est aussi nommée comme représentante de l'Etat de la Diaspora Africaine pour la Belgique, par Louis-Georges Tin, premier ministre du nouvel État (2018).
Le 2 décembre 2018 à Bruxelles, elle est tutrice de résidence et intervenante à une journée de réflexion sur les thèmes de l'afroféminisme, de l'homophobie, de l'intersectionalité, du privilège blanc, du racisme post-colonial et de la convergence des luttes. Les invitées sont la réalisatrice du film Ouvrir la voix Amandine Gay, Kis Keya, la créatrice de la websérie afro-queer Extranostro, Joëlle Sambi, Lisette Lombé, deux artistes afro-queer belges, Maboula Soumahoro, civilisationniste et maître de conférence, Rokhaya Diallo, journaliste, écrivaine et réalisatrice[réf. nécessaire].

## Reconnaissances
Mireille-Tsheusi Robert est récipiendaire de plusieurs prix et reconnaissances individuels et collectifs :
- 2021, Nommée pour le Prix Liberté
- 2019, Femme de l'année RTBF/ Les Grenades[2].
- 2019, Belgian Diversity Award[11] (pour la campagne "Restitution!" des biens culturels africains)
- 2018, Classement de Radio France Internationale (RFI) « Les 10 qui font bouger le Bruxelles afro »[12] (pour l'implémentation de la Place Lumumba et le concept d'hommage musical "Rumba Lumumba")
- 2010, Fondation Alain De Pauw (pour le projet "Positive Urbaines", résilience par l'art urbain)
- 2009, Union des Femmes Africaines (nommée pour la campagne de sensibilisation "bande urbaine toi-même!")
- 2008, Prix Pie Tshibanda « créativité jeunesse/initiative pertinente dans le champ socioculturel »
- 2006, Prix Talents d'Ebène[13] (pour le projet "ESTA" encadrement systémique et tutorat des adolescents)
- 2006, Prix MOJA (Pour les interventions de nuit, la prévention et la médiation lors de décès de jeunes dans le groupe en proie à la délinquance)